# Nectandra angustifolia
Nectandra angustifolia är en lagerväxtart som först beskrevs av Heinrich Adolph Schrader, och fick sitt nu gällande namn av Nees & Mart. och Christian Gottfried Daniel Nees von Esenbeck. Nectandra angustifolia ingår i släktet Nectandra och familjen lagerväxter. Inga underarter finns listade i Catalogue of Life.